# J. League Division 2 1999
La J. League Division 2 1999 fue la primera temporada de la J. League Division 2, categoría recién establecida por la J. League. Contó con la participación de diez equipos. El torneo comenzó el 14 de marzo y terminó el 21 de noviembre de 1999.
El campeón de la nueva categoría fue Kawasaki Frontale, por lo que ascendió a Primera División. Por otra parte, salió subcampeón F.C. Tokyo, quien también ganó su derecho a disputar la J. League Division 1.

## Reglamento de juego
El torneo se disputó en un formato de todos contra todos a doble ida y vuelta, de manera tal que cada equipo debió jugar dos partidos de local y dos de visitante contra sus otros nueve contrincantes. Si el encuentro continuaba en empate, se disputaba un tiempo suplementario con gol de oro.
Una victoria en tiempo reglamentario se puntuaba con tres unidades, mientras que por un partido ganado en prórroga se otorgaban dos puntos. Por otro lado, el empate valía un punto y la derrota, ninguno. Para desempatar se utilizaron los siguientes criterios:
1. Puntos
2. Diferencia de goles
3. Goles anotados
4. Resultados entre los equipos en cuestión
5. Desempate o sorteo

Los dos equipos con más puntos al final del campeonato ascenderían a la J. League Division 1 2000.

## Equipos participantes

### Información de los clubes
| Equipo            | Entrenador        | Prefectura              | Estadio                                                                                        | Observaciones          |
| ----------------- | ----------------- | ----------------------- | ---------------------------------------------------------------------------------------------- | ---------------------- |
| Consadole Sapporo | Takeshi Okada     | Hokkaidō                | Estadio Atsubesu Park de Sapporo                                                               |                        |
| Vegalta Sendai    | Takekazu Suzuki   | Prefectura de Miyagi    | Estadio de Sendai                                                                              |                        |
| Montedio Yamagata | Shigeharu Ueki    | Prefectura de Yamagata  | Estadio de Yamagata                                                                            |                        |
| Omiya Ardija      | Pim Verbeek       | Prefectura de Saitama   | Estadio Ōmiya                                                                                  |                        |
| F.C. Tokyo        | Kiyoshi Ōkuma     | Tokio                   | Ajinomoto Field Nishigaoka Estadio del Parque Olímpico de Komazawa Estadio Atlético de Edogawa | Estadios provisionales |
| Kawasaki Frontale | Beto Almeida      | Prefectura de Kanagawa  | Estadio Todoroki Kawasaki                                                                      |                        |
| Ventforet Kofu    | Susumu Katsumata  | Prefectura de Yamanashi | Estadio Yamanashi Chuo Bank                                                                    |                        |
| Albirex Niigata   | Yoshikazu Nagai   | Prefectura de Niigata   | Estadio Atlético de la Ciudad de Niigata                                                       |                        |
| Sagan Tosu        | Hiroshi Sowa      | Prefectura de Saga      | Estadio de Tosu                                                                                |                        |
| Oita Trinita      | Nobuhiro Ishizaki | Prefectura de Ōita      | Estadio Atlético de Ōita                                                                       | Estadio provisional    |

## Tabla de posiciones
| Pos. | Equipo                   | Pts. | PJ | G  | GPR | E | PPR | P  | GF | GC | Dif. | Ascenso                               |
| ---- | ------------------------ | ---- | -- | -- | --- | - | --- | -- | -- | -- | ---- | ------------------------------------- |
| 1    | Kawasaki Frontale (C, P) | 73   | 36 | 20 | 5   | 3 | 1   | 7  | 69 | 34 | +35  | Ascendido a J. League Division 1 2000 |
| 2    | F.C. Tokyo (P)           | 64   | 36 | 19 | 2   | 3 | 2   | 10 | 51 | 35 | +16  | Ascendido a J. League Division 1 2000 |
| 3    | Oita Trinita             | 63   | 36 | 18 | 3   | 3 | 4   | 8  | 62 | 42 | +20  |                                       |
| 4    | Albirex Niigata          | 58   | 36 | 16 | 4   | 2 | 1   | 13 | 46 | 40 | +6   |                                       |
| 5    | Consadole Sapporo        | 55   | 36 | 15 | 2   | 6 | 2   | 11 | 54 | 35 | +19  |                                       |
| 6    | Omiya Ardija             | 51   | 36 | 14 | 4   | 1 | 2   | 15 | 47 | 44 | +3   |                                       |
| 7    | Montedio Yamagata        | 48   | 36 | 14 | 1   | 4 | 4   | 13 | 47 | 53 | −6   |                                       |
| 8    | Sagan Tosu               | 37   | 36 | 11 | 1   | 2 | 2   | 20 | 52 | 64 | −12  |                                       |
| 9    | Vegalta Sendai           | 31   | 36 | 7  | 3   | 4 | 4   | 18 | 30 | 58 | −28  |                                       |
| 10   | Ventforet Kofu           | 18   | 36 | 4  | 1   | 4 | 4   | 23 | 32 | 85 | −53  |                                       |

 Fuente: J. League Data Site: 1999 J.LEAGUE Division 2 League table
Criterios de clasificación: 1) puntos; 2) diferencia de goles; 3) número de goles marcados; 4) resultados entre los equipos en cuestión.

## Campeón
|                                       |
|                                       |
| Campeón Kawasaki Frontale 1.er título |